# Klosterstern
Klosterstern è una stazione della metropolitana di Amburgo, sulla linea U1.